# Doświadczalne Warsztaty Lotnicze
Doświadczalne Warsztaty Lotnicze (DWL) – polska wytwórnia lotnicza, produkująca samoloty pod oznaczeniem RWD. Zajmowała się konstruowaniem i produkcją głównie lekkich jednosilnikowych samolotów szkolnych, turystycznych i sportowych.

## Historia

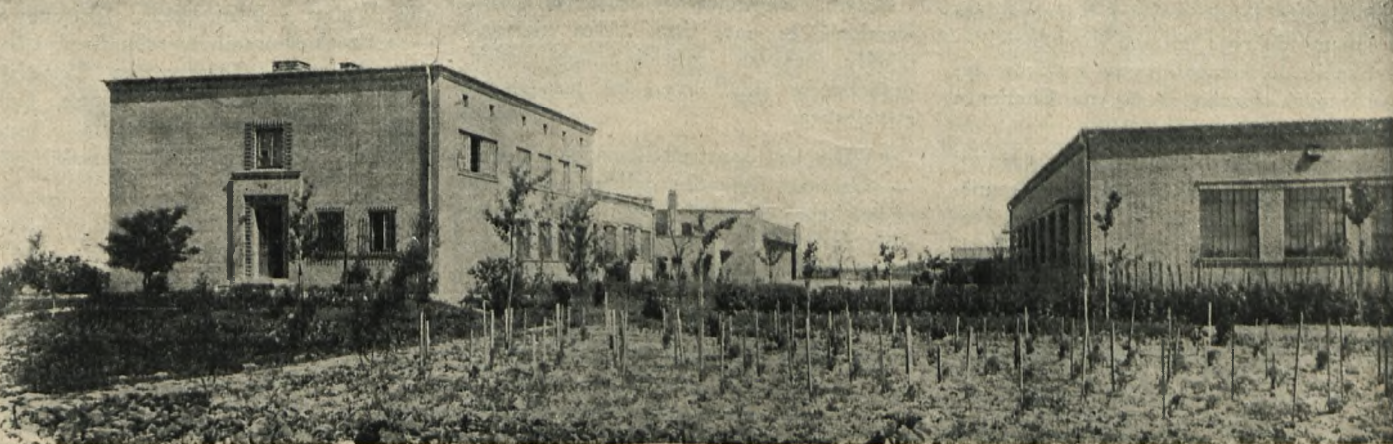
Budynki Doświadczalnych Warsztatów Lotniczych na Okęciu

DWL swą genezą wywodzą się z powstałych w grudniu 1925 roku warsztatów Sekcji Lotniczej Koła Mechaników Studentów Politechniki Warszawskiej. W warsztatach budowano samoloty sportowe, projektowane przez członków Sekcji. 
Pierwszą konstrukcją silnikową warsztatów Sekcji Lotniczej był zaprojektowany w 1926 roku przez Jerzego Drzewieckiego samolot sportowy JD-2 (SL-4; wcześniej były budowane szybowce SL-1 Akar i SL-2 Czarny Kot) zbudowany w liczbie kilku sztuk, a kolejną  był prototyp samolotu WR-1 konstrukcji Wigury i Rogalskiego. Następną konstrukcją był PS-1 (czasem określany jako SP-1 konstrukcji inż. Stanisława Praussa. W końcu 1927 roku powstała pierwsza wspólna konstrukcja trójki konstruktorów: Rogalskiego, Wigury i Drzewieckiego, którą od ich inicjałów oznaczono RWD. Po RWD-1, w 1929 roku powstały samoloty sportowe RWD-2, RWD-3 (jeden egzemplarz) i RWD-4, budowane w liczbie zaledwie kilku sztuk. Dały one początek linii udanych samolotów RWD.
Warsztaty te związane były przede wszystkim z trójką inżynierów: Stanisławem Rogalskim, Stanisławem Wigurą i Jerzym Drzewieckim. Aktywnymi członkami Sekcji Lotniczej byli też: Stanisław Prauss i Antoni Kocjan. 
W 1930 roku warsztaty Sekcji Lotniczej zostały przeniesione na Okęcie, do budynków wzniesionych z funduszy społecznych LOPP. W tym roku też samoloty RWD wzięły po raz pierwszy udział w międzynarodowych zawodach lotniczych Challenge 1930, na razie bez sukcesów. Pierwszym samolotem zbudowanym już w DWL na Okęciu był turystyczny RWD-5, słynny z późniejszego przelotu Stanisława Skarżyńskiego nad Atlantykiem. Samolot sportowy RWD-6 zwyciężył natomiast w międzynarodowych zawodach Challenge 1932. W marcu 1933 roku warsztaty DWL oddzieliły się od Sekcji Lotniczej Koła Mechaników Studentów Politechniki Warszawskiej i przekształciły w spółkę z o.o. Doświadczalne Warsztaty Lotnicze. Przejęła ona warsztaty i budynki na Okęciu, dzierżawione od komitetu stołecznego L.O.P.P.  Dyrektorem został Jerzy Wędrychowski. Do grona konstruktorów należeli:
Stanisław Rogalski zajmował się głównie aerodynamiką samolotów. Był szefem zespołu konstruktorów. 
Stanisław Wigura najwięcej czasu poświęcał obliczeniom samolotów, ich obciążeń i wytrzymałości. 
Jerzy Drzewiecki był konstruktorem wnoszącym najwięcej pomysłów do projektowanych maszyn, umiał koncepcje aerodynamiczne przekuć na konkretne rozwiązania konstrukcyjne. Świetnie znał technologię wykonania, wnosił wiele pomysłów też i na tym polu. 
Wszyscy ci trzej konstruktorzy byli pilotami i dużo latali na samolotach sportowych. 
Dodatkowo Jerzy Drzewiecki (od RWD-1 do RWD-7) pełnił funkcję oblatywacza, a S. Wigura, odpowiedzialny za obliczenia samolotów, latał także jako mechanik (na zawodach Challenge 1932). 

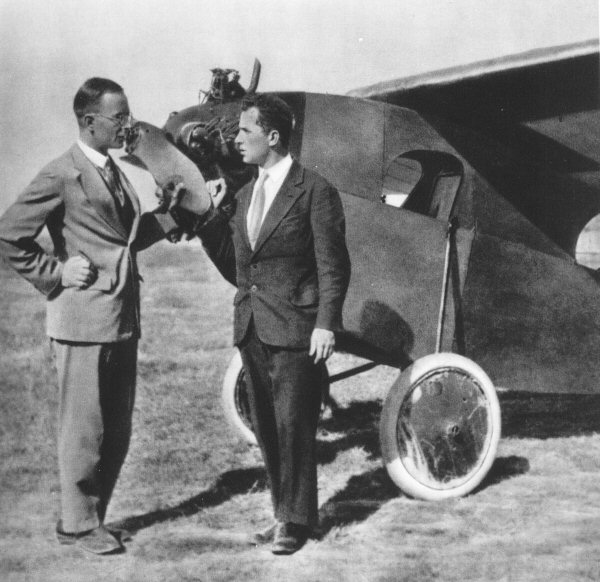
Inż. J. Drzewiecki i J. Wędrychowski przy samolocie RWD-7

11 września 1932 roku inż. Stanisław Wigura poniósł śmierć w katastrofie na RWD-6. Oprócz kierujących biurem konstrukcyjnym Rogalskiego, w jego skład wchodzili także m.in.: inż. Leszek Dulęba, Tadeusz Chyliński, inż. Andrzej Anczutin i Bronisław Żurakowski. 
W 1933 roku skonstruowano samolot RWD-8, który został wybrany na standardowy samolot szkolny polskiego lotnictwa wojskowego i zbudowany w liczbie 100 sztuk w DWL i 500 sztuk w PWS, będąc najliczniejszym samolotem polskiej konstrukcji zbudowanym przed wojną (wynik ten nie został pobity do lat 70. XX wieku). Samoloty sportowe RWD-9 zajęły dwa pierwsze miejsca w międzynarodowych zawodach Challenge 1934, jego rozwinięciem był udany samolot turystyczny RWD-13 z 1935 roku, zbudowany w liczbie ok. 100 sztuk i eksportowany na małą skalę. W tym roku też zbudowano na zamówienie Ministerstwa Komunikacji dwusilnikowy samolot komunikacyjny, RWD-11. Był to jedyny ukończony samolot dwusilnikowy RWD. Samolot ten o mało nie przyniósł upadku DWL, gdyż był on budowany z ograniczonych zasobów finansowych Spółki, a PLL Lot odmówiły przyjęcia samolotu zbudowanego za pieniądze wytwórni (wiąże się to z próbą wyeliminowania prywatnych warsztatów z rynku i przejęcia ich przez przemysł państwowy, za czym stał Departament Aeronautyki, kierowany przez gen. Rayskiego). Trudności finansowych DWL uniknęły dzięki kontraktowi na sprzedaż samolotów RWD-13 do Brazylii za kawę. Ponadto osiągi samolotu okazały się dobre i w pełni pokrywały wymagania postawione w zamówieniu. Departament Aeronautyki (pod groźbą procesu w sądzie) musiał zwrócić wytwórni pieniądze za zbudowany i pomyślnie oblatany w próbach prototyp. 
Z ważniejszych konstrukcji, DWL skonstruowały także samolot akrobacyjny RWD-10 (1933 r.), samolot obserwacyjny RWD-14 Czapla (1938 r., produkowany następnie przez LWS), samolot szkolno-akrobacyjny RWD-17 (1937 r.) oraz samolot sportowy RWD-21 (1939 r.). Ponadto zbudowano szereg innych samolotów w pojedynczych egzemplarzach, a pod koniec lat 30. w opracowaniu były projekty nowoczesnego myśliwca RWD-25 i dwusilnikowego samolotu torpedowego RWD-22.
Wytwórnia istniała do 1939 roku, do wybuchu II wojny światowej.